# Cerro de la Paz

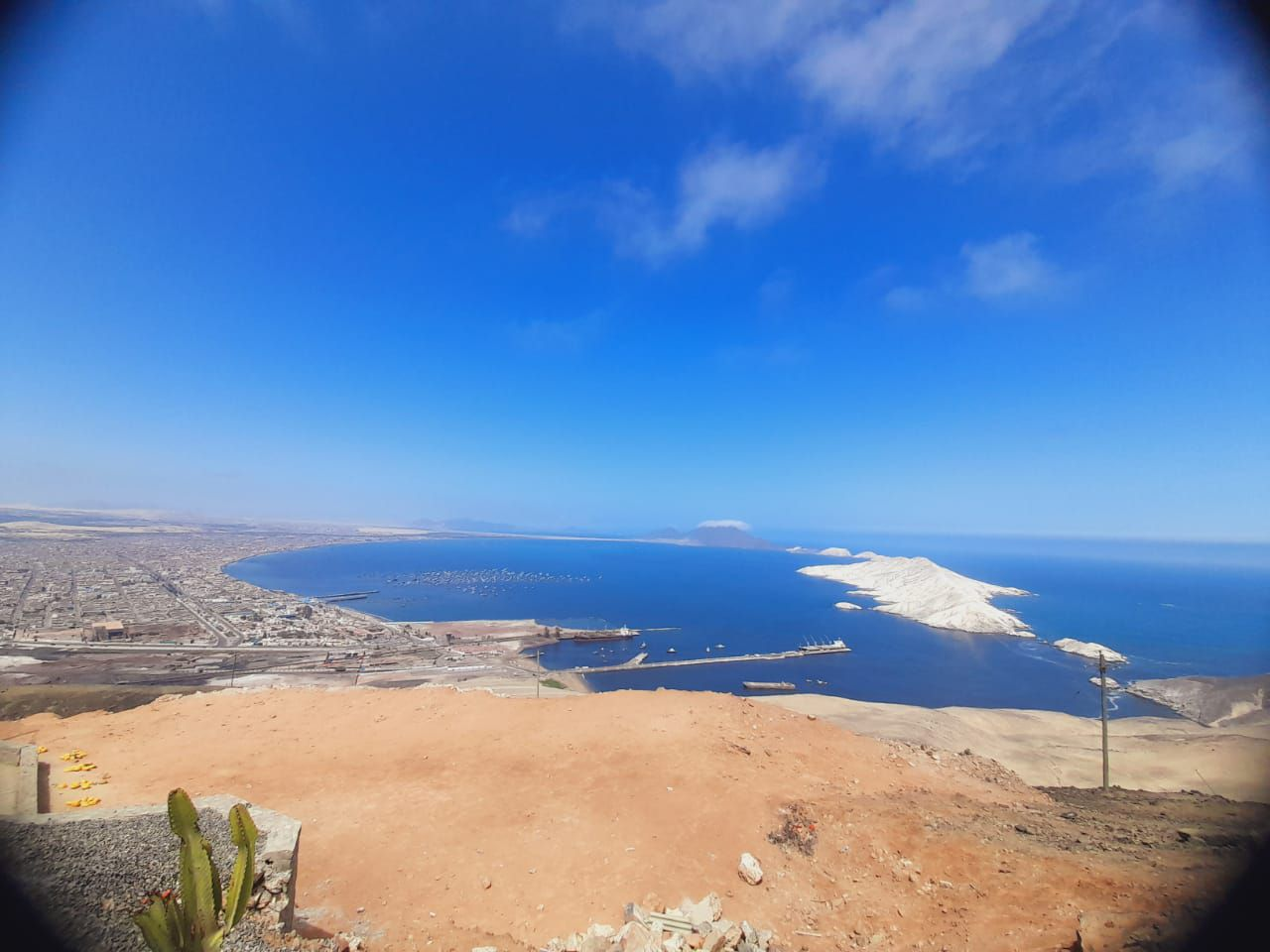
Isla Blanca y la ciudad de Chimbote

El Cerro de la Paz, también conocido como el Cerro de la Juventud, está ubicado en la ciudad de Chimbote en la provincia del Santa. Es un mirador turístico, donde se puede visualizar toda la bahía el Ferrol, la fecha más visitada por los ciudadanos es en Semana Santa, puesto que muchos feligreses llegan ahí a contemplar la ciudad desde ese lugar. Cientos de personas, en su mayoría jóvenes, realizaron la tradicional peregrinación al Cerro de la Juventud en esas fechas.

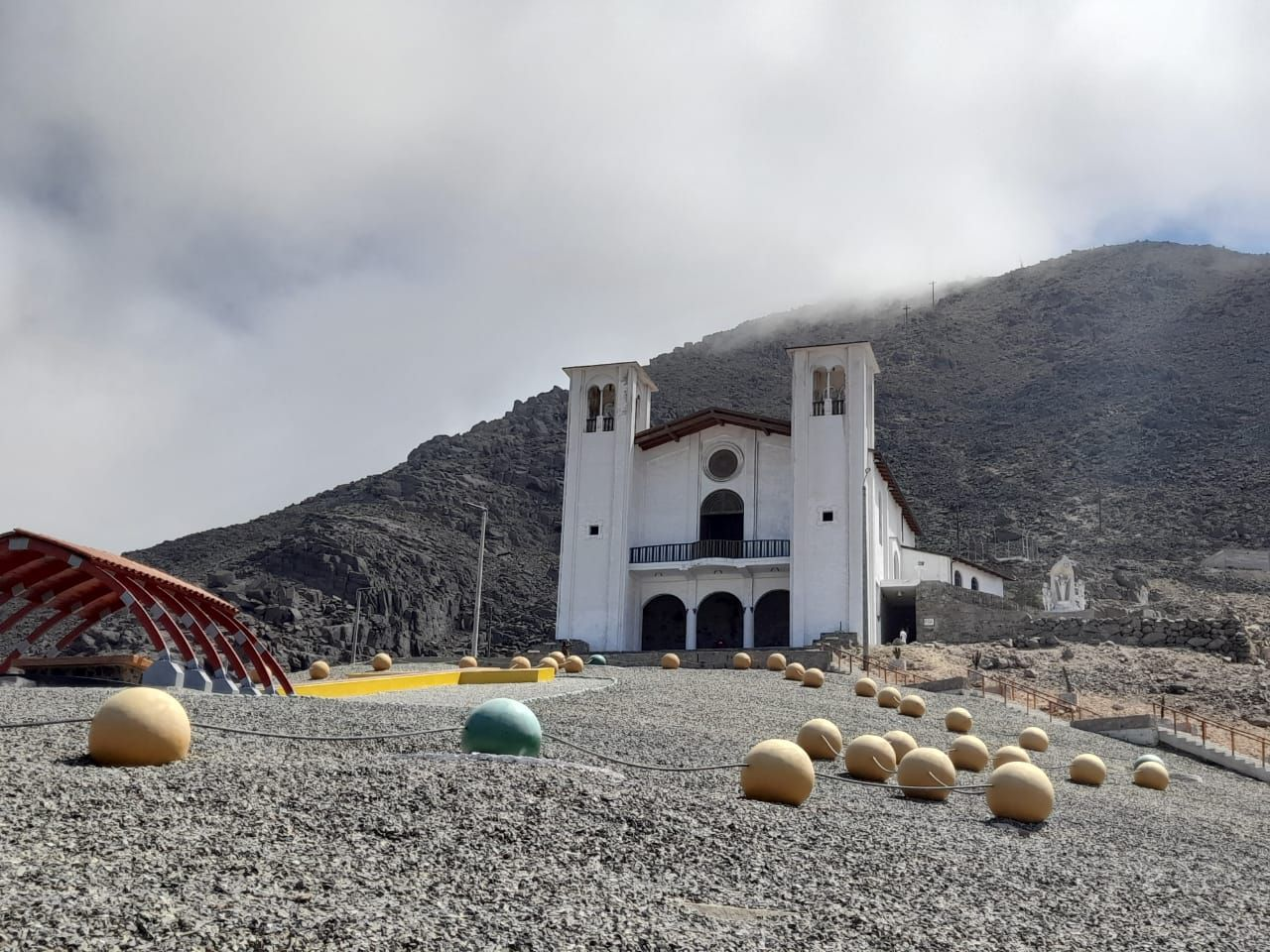
Santuario del Señor de la Vida

En la parte superior del cerro se encuentra ubicada la Cruz de la Paz. El lugar cuenta además con una pérgola, un estacionamiento, paraderos, una sala de exposición artística, un restaurante y servicios higiénicos.
El mirador cuenta con facilidades para tomar un refrigerio luego del ascenso y es posible utilizarlo como auditorio. En lo alto del cerro, se encuentra el Santuario del Señor de la Vida, un templo visitado por fieles y turistas.
Tiene una altitud de 176 metros (577 pies).

## Orígenes
Originalmente inicio como una representación religiosa desde el 1985, recibiendo turistas y a locales. En lo alto se construyó el Santuario de la Vida, cuya edificación fue iniciada en 1991. También se construyó la Cruz de la Paz en 1986, la cual fue cargada y trasladada por un número amplio de  personas a su ubicación.

## Sitios de interés
- El Nacimiento
- La Antorcha de la Paz
- La plaza del Niño
- El Santuario del señor de la vida
- Las catacumbas de los Mártires
- Vista a la Isla Blanca y a la ciudad de Chimbote